# Europese kampioenschappen schaatsen afstanden 2024 - 500 meter mannen
De 500 meter mannen op de Europese kampioenschappen schaatsen 2024 werd verreden op zondag 7 januari 2024 in ijsstadion Thialf in Heerenveen.

Jenning de Boo had al een zilveren medaille gewonnen op de 1000 meter en won nu het goud. Zijn directe tegenstander Marten Liiv won het zilver. Titelverdediger Piotr Michalski werd dit keer vijfde. Zijn landgenoot Marek Kania wist in de laatste rit nog het brons van Stefan Westenbroek weg te kapen.

## Uitslag
| #      | Schaatsers                  | Land                | Tijd  | Verschil |
| ------ | --------------------------- | ------------------- | ----- | -------- |
| Goud   | Jenning de Boo              | Nederland           | 34.48 |          |
| Zilver | Marten Liiv                 | Estland             | 34.78 | +0.30    |
| Brons  | Marek Kania                 | Polen               | 34.86 | +0.38    |
| 4      | Stefan Westenbroek          | Nederland           | 34.93 | +0.45    |
| 5      | Piotr Michalski             | Polen               | 34.94 | +0.46    |
| 6      | David Bosa                  | Italië              | 34.96 | +0.48    |
| 7      | Damian Żurek                | Polen               | 35.06 | +0.58    |
| 8      | Nil Llop Izquierdo          | Spanje              | 35.16 | +0.68    |
| 9      | Janno Botman                | Nederland           | 35.21 | +0.73    |
| 10     | Håvard Holmefjord Lorentzen | Noorwegen           | 35.29 | +0.81    |
| 11     | Pål Myhren Kristensen       | Noorwegen           | 35.31 | +0.83    |
| 12     | Bjørn Magnussen             | Noorwegen           | 35.38 | +0.90    |
| 13     | Mathias Vosté               | België              | 35.47 | +0.99    |
| 14     | Hendrik Dombek              | Duitsland           | 35.66 | +1.18    |
| 15     | Moritz Klein                | Duitsland           | 35.70 | +1.22    |
| 16     | Maximilian Strübe           | Duitsland           | 35.83 | +1.35    |
| 17     | Cornelius Kersten           | Verenigd Koninkrijk | 35.98 | +1.50    |
| 18     | Ignaz Gschwentner           | Oostenrijk          | 36.08 | +1.60    |
| 19     | Juuso Lehtonen              | Finland             | 36.82 | +2.34    |
| 20     | Botond Bejczi               | Hongarije           | 37.04 | +2.56    |

## IJs- en klimaatcondities
|                  | Start   | Eind    |
| ---------------- | ------- | ------- |
| Tijd             | 16:19   | 16:40   |
| Luchttemperatuur | 17,5°C  | 17,4°C  |
| IJstemperatuur   | -11,1°C | -10,7°C |
| Luchtvochtigheid | 39,9 %  | 40,5 %  |

2018 · 
2020 · 
2022 · 
2024